# Taborzec
Taborzec (deutsch Taberwiese) ist ein Dorf in Polen in der Woiwodschaft Ermland-Masuren. Es gehört zur Landgemeinde und zum Schulzenamt Barciany (Barten) im Powiat Kętrzyński (Kreis Rastenburg).

## Geographische Lage
Taborzec liegt im Nordosten Polens, etwa 15 Kilometer südlich der Staatsgrenze zum russischen Oblast Kaliningrad und 13 Kilometer nördlich der Kreisstadt Kętrzyn (deutsch Rastenburg).

## Geschichte

### Ortsgeschichte
Das heutige Taborzec wurde im 14. Jahrhundert mit einer zugehörigen Fläche von 24 Hufen nach Kulmer Recht angelegt. Möglicherweise wurde der Ort noch im selben Jahrhundert wüst, da weitere Erwähnungen fehlen. 1808 gab es in Taberwiese eine Schule, welche von 18, 1828 von 38 Schülern besucht wurde. 1818 gab es 18 Wohngebäude. 1874 wurde Taberwiese Teil des Amtsbezirks Domäne Barten im Kreis Rastenburg im Regierungsbezirk Königsberg in der preußischen Provinz Ostpreußen.
Am 30. September 1928 erweiterte sich die Landgemeinde um die Orte Köllmisch Plienkiem (polnisch Plinkajmy), Adlig Plienkeim (Plinkajmy Małe), Wehlack (Skierki) und Weypoth (Wypęk). Aufgrund der Umgliederung des Gutsbezirks Domäne Barten in die Stadtgemeinde Barten zum gleichen Zeitpunkt, wurde der Amtsbezirk Domäne Barten am 22. Juni 1929 in „Amtsbezirk Taberwiese“ umbenannt. Er bestand bis 1945.
1945, am Ende des Zweiten Weltkrieges, marschierte die Rote Armee in die Gegend ein. Als Folge des Krieges wurde Taberwiese als Taborzec Teil der Volksrepublik Polen. 1970 verfügte der Ort über 101 Einwohner. Seit 1973 ist Taborzec Teil der Gemeinde Barciany.

### Einwohnerzahlen
Nachfolgend die graphische Darstellung der Einwohnerentwicklung des Dorfes.

### Amtsbezirk Taberwiese (1929–1945)
Zum Amtsbezirk Taberwiese gehörten von 1929 bis zu seinem Ende im Jahre 1945 zwei Dörfer:
| Deutscher Name | Polnischer Name |
| -------------- | --------------- |
| Freudenberg    | Radosze         |
| Taberwiese     | Taborzec        |

## Kirche
Bis 1945 war Taberwiese in die evangelische Kirche Barten in der Kirchenprovinz Ostpreußen der Kirche der Altpreußischen Union sowie in die katholische Kirche Rastenburg im damaligen Bistum Ermland eingepfarrt.
Heute gehört Taborzec zur katholischen Pfarrei Barciany im jetzigen Erzbistum Ermland sowie zur evangelischen Kirchengemeinde Barciany, jetz eine Filialgemeinde der Johanneskirche Kętrzyn in der Diözese Masuren der Evangelisch-Augsburgischen Kirche in Polen.

## Verkehr
Das Dorf Taborzec liegt an keiner größeren Straße. Über eine Nebenstraße können im nordöstlich liegenden Barciany die Woiwodschaftsstraße 591 (ehemalige deutsche Reichsstraße 141) und beim nördlich liegenden Radosze die Woiwodschaftsstraße 590 erreicht werden.
Der Ort verfügt über keinen eigenen Bahnanschluss. Die nächsten Bahnhöfe befinden sich 13 Kilometer südwestlich in Korsze bzw. 13 Kilometer südlich in Kętrzyn. Dort gibt es Direktverbindungen nach Olsztyn (Allenstein) und Posen sowie Ełk (Lyck) und Białystok.
Der nächstgelegene internationale Flughafen ist der Flughafen Kaliningrad, der sich etwa 90 Kilometer nordwestlich auf russischem Hoheitsgebiet befindet. Der nächste internationale Flughafen auf polnischem Staatsgebiet ist der etwa 185 Kilometer westlich befindliche Lech-Wałęsa-Flughafen Danzig.

## Persönlichkeit
- Gertrud Hurler (* 1. September 1889 in Taberwiese, als Gertrud Zach), deutsche Pädiaterin († 1965)